# Helen Kleeb
Helen Kleeb (6 de enero de 1907 - 28 de diciembre de 2003) fue una actriz de cine y televisión estadounidense.

## Carrera
Fue mayormente reconocida en las pantallas como Mamie Baldwin en The Waltons. De 1956 a 1957, fue una actriz invitada a la serie Hey, Jeannie! protagonizada por Jeannie Carson. De 1960 a 1961 interpretó a Miss Claridge en la serie de ABC Harrigan and Son, protagonizada por Pat O'Brien y Roger Perry.
Kleeb apareció en episodios de series de televisión como Dennis the Menace, I Love Lucy, Pete and Gladys, Hennesey y Get Smart. Hizo papeles secundarios en películas como The Manchurian Candidate y Hush, Hush Sweet Charlotte. Apareció en un episodio de Dragnet, en 1953 protagonizada por Jack Webb. Además apareció en varios programas de radio. 
Murió el 28 de diciembre de 2003 en Los Ángeles, California a sus 96 años. Sus restos descansan en el Holy Coss Cementery en Culver City, California. Su esposo Elmer Garrison, murió un año después que ella.

## Filmografía
- I Love, Lucy (1955)
- Hey, Jeannie! (1956-1957)
- The Adventures of Jim Bowie (1957)
- Dragnet (1952-1959)
- Dennis the Menace (1959-1962)
- Pete and Gladys (1962)
- Perry Mason (1966)
- Room 222 (1969-1971)
- The Waltons (1972-1981)
- A Wedding on Walton's Mountain (1982)
- A Day for Thanks on Walton's Mountain (1982)
- Golden Girls (1988)
- A Walton Thanksgiving Reunion (1993)
- A Walton Wedding (1995)
- A Walton Easter (1997)